# Амоаштарт
Амоаштарт (Phoenician 𐤀𐤌𐤏𐤔𐤕𐤓𐤕; ʾAmīʿaštārt, «моя мати — Астарта») — фінікійська цариця Сидону перського періоду. Вона була донькою Ешмуназара I та дружиною свого брата Табніта. Коли Табніт помер, Амоаштарт стала співправителькою свого малолітнього сина, Ешмуназара II, але після смерті хлопчика «на чотирнадцятому році життя» її змінив її племінник Бодаштарт, можливо, в результаті палацового перевороту. Сучасні історики характеризують її як «енергійну, відповідальну [жінку], наділену величезною політичною проникливістю, [яка] багато років виконувала царські функції».
Єдиним джерелом її біографії є саркофаг її сина.

## Етимологія
Амоаштарт — романізована форма фінікійського теофоричного імені 𐤀𐤌𐤏𐤔𐤕𐤓𐤕, що означає «моя мати — Астарта». Серед варіантів написання: Em-Astarte, Amo-Astarte, 'Am'astart та Immi-Ashtart.

## Життєпис
Амоаштарт стала царицею бл. 550 р. до н. е., як дружина царя Табніта. Це був період, коли економіка Сидону процвітала, можливо, після того, як ильно постраждало від землетрусу конкуруюче місто Тір с (бл. 550 р.). Сидон «відродився як незалежне царство» і став «провідною фінікійською державою».  Економічний бум уможливив широку програму будівництва нових міських районів і грандіозних храмів для Аштарта, Баала та Ешмуна, про що свідчать написи як Ешмуназара II, так і Бодаштарта. Зважаючи на вік її сина, ці заходи фактично були ініціативою матері. Ознакою видатної ролі Сидону у Фінікії є те, що перські царі («Володарі царів») наділили Сидон правлінням над двома південними палестинськими містами Дором і Яффою та «землею Дагона».
Як розповідає нам саркофаг Ешмуназара II, Амоаштарт також була верховною жрицею Астарти. Це традиційно було головним завданням сидонських царів. Амоаштартський саркофаг ніколи не був знайдений. Вважається, що один із безіменних саркофагів у царській гробниці Сидона може належати їй. Однак ненаписаний єгипетський саркофаг 26-ї династії разом із саркофагом її чоловіка Табніта та її сина Ешмуназара II були розташовані в сусідньому Королівському некрополі Аяа наприкінці ХІХ століття. У монографії Марі-Луїзи Бюль «Пізньоєгипетські кам'яні саркофаги антропоїдів» підтверджено приналежність саркофага періоду, що розпочався у 664 році до н. е. і завершився завоюванням Єгипту Камбісом II у 525 році до н. е. — через багато століть після останньої з відомих єгипетських стел у Леванті. Оскільки ці три єгипетські саркофаги були поховані разом, вважається, що вони містили тіла однієї родини, тобто Ешмуназара II та його батьків Табніта та Амоаштарт. Непідписаний саркофаг, який, імовірно, належав Амоаштарт, зараз зберігається в Археологічних музеях Стамбула разом із саркофагом Табніта.

## Єгипетські впливи

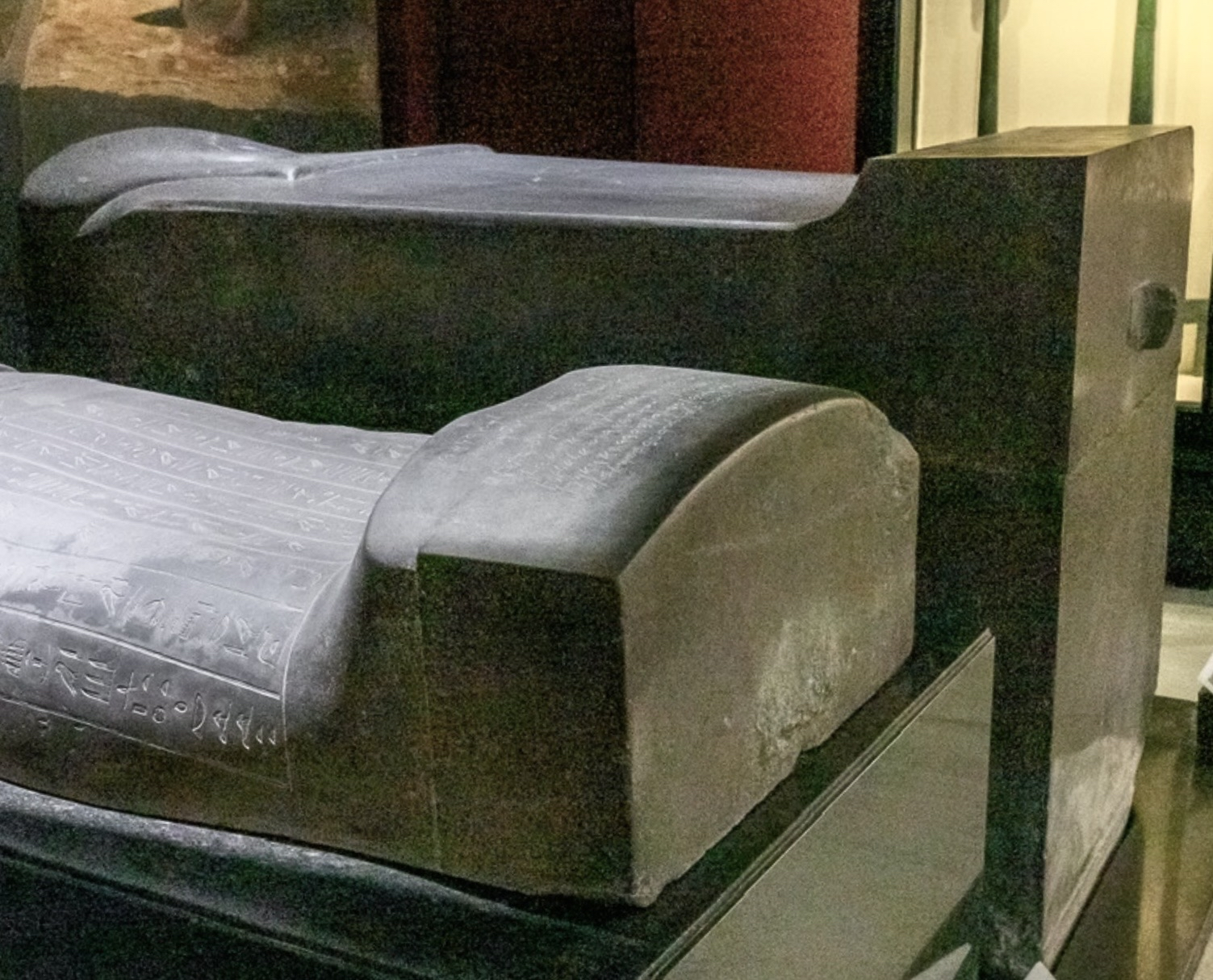
Непідписаний саркофаг, який, імовірно, належить Амоаштарт, лежить поруч із саркофагом Табніта в Археологічних музеях Стамбула.

Амоаштарт була одружена зі своїм братом Табнітом. Це було звичайною практикою єгипетських фараонів, і це може бути ознакою сильного єгипетського культурного впливу у Фінікії того часу. З ІХ століття Фінікія номінально входила до складу спочатку Ассирійської, потім Вавилонської, а потім Перської імперій, але на початку VI століття, між приблизно 610 і 570 роками, Єгипет неодноразово вторгався до Фінікії, а економічні контакти між Єгиптом і Фінікією традиційно були сильними. Захоплення єгипетською культурою також видно з використання саркофагів у єгипетському стилі сидонськими правителями Табнітом та Ешмуназаром II.

## Генеалогія
Амоаштарт — донька Ешмуназара I, засновника однойменної династії.

## Уточнення
1. ↑  За словами Томаса Келлі, почесного професора історії Університету Міннесоти: «Першорядне значення [для датування Ешмуназара II] має саркофаг, в якому був похований Ешмуназар; він явно єгипетського виробництва і, мабуть, був перевезений до Сидону з Єгипту. Крім того, батько Ешмуназара, Табніт, і жінка, яку часто вважають його дружиною Амоаштарт, матір'ю Ешмуназара ІІ, також були поховані в єгипетських саркофагах, які, ймовірно, були привезені до Сидону (особистість жінки, однак, не встановлена.) Усі три саркофаги відносять до 26-ї династії, яка закінчилася із завоюванням Єгипту персами. Хоча саркофаг Табніта був єдиним, який був повністю оброблений в Єгипті перед перевезенням до Сидону, всі три саркофаги стилістично схожі, і Буль припустив, що вони були продуктами однієї майстерні. Загальноприйнято вважати, що вони потрапили до Сидону як здобич під час військової кампанії в Єгипті. Це припущення видається досить обґрунтованим, оскільки, наскільки мені відомо, це єдині єгипетські саркофаги, які коли-небудь були знайдені за межами власне Єгипту. Більше того, ці єгипетські саркофаги, схоже, були моделями для виготовлення антропоїдних саркофагів у Сидоні. Численні приклади, виконані з мармуру і датовані переважно другою половиною п'ятого і першою половиною четвертого століть до нашої ери, були знайдені в місті. Хоча ці саркофаги місцевого виробництва натхненні єгипетськими зразками, вони також перебувають під сильним грецьким впливом. Це важливо, оскільки їхня стилістична схожість з творами грецької скульптури дозволяє датувати їх у розумних межах, хоча й не з абсолютною впевненістю. Кукан датує найдавніший з цих сидонських саркофагів другою чвертю V ст. до н.е.; Клеманн датував би їх близько 475 р. до н.е., тоді як Буль відносить їх до десятиліття 470-460 рр. до н.е. Три єгипетські саркофаги Ешмуназара II, Табніта і невідомої жінки, відповідно, повинні були бути привезені до Сидону раніше».